# Campionatul Mondial de Gimnastică Artistică din 1995
Campionatul Mondial de Gimnastică Artistică din 1995 s-a desfășurat în perioada 1–10 octombrie la Sabae, Japonia.

## Medaliați
| Probă             | Aur | Argint | Bronz |
| Masculin          | | | |
| Echipe            | China Fan Bin Huang Huadong Huang Liping Li Xiaoshuang Zhang Jinjing Shen Jian Fan Hongbin                                             | Japonia Yoshiaki Hatakeda Daisuke Nishikawa Hikaru Tanaka Toshiharu Sato Masayuki Matsunaga Hiromasa Masuda Masayoshi Maeda | România · Dan Burincă · Adrian Ianculescu · Cristian Leric · Nistor Sandro · Nicu Stroia · Marius Urzică · Nicolae Bejenaru                |
| Individual compus | Li Xiaoshuang | Vitali Șcerbo | Evgeny Chabaev |
| Sol               | Vitali Șcerbo | Li Xiaoshuang | Grigory Misutin |
| Cal cu mânere     | Donghua Li | Huang Huadong Yoshiaki Hatakeda                                                                                             | N/A |
| Inele             | Yuri Chechi | Dan Burincă | Yordan Yovchev |
| Sărituri          | Alexei Nemov Grigory Misutin | N/A | Vitali Șcerbo |
| Paralele          | Vitali Șcerbo | Huang Liping | Hikaru Tanaka |
| Bară fixă         | Andreas Wecker | Yoshiaki Hatakeda | Krasimir Dounev Zhang Jinjing |
| Feminin           | | | |
| Echipe            | România · Lavinia Miloșovici · Gina Gogean · Simona Amânar · Alexandra Marinescu · Andreea Cacovean · Claudia Presăcan · Nadia Hațegan | China Mo Huilan Mao Yanling Meng Fei Qiao Ya Liu Xuan Ye Linlin Ji Liya                                                     | Statele Unite ale Americii Shannon Miller Dominique Moceanu Kerri Strug Donielle Thompson Jaycie Phelps Mary Beth Arnold Teresa Kulikowski |
| Individual compus | Lilia Podkopaeva | Svetlana Khorkina | Lavinia Miloșovici |
| Sărituri          | Simona Amânar Lilia Podkopaeva | N/A | Gina Gogean |
| Paralele inegale  | Svetlana Khorkina | Mo Huilan Lilia Podkopaeva                                                                                                  | N/A |
| Bârnă             | Mo Huilan | Dominique Moceanu Lilia Podkopaeva                                                                                          | N/A |
| Sol               | Gina Gogean | Ji Liya | Ludivine Furnon |

## Clasament pe medalii
| Loc   | Țară                       | Aur | Argint | Bronz | Total |
| ----- | -------------------------- | --- | ------ | ----- | ----- |
| 1     | China                      | 3   | 6      | 1     | 10    |
| 2     | Ucraina                    | 3   | 2      | 1     | 6     |
| 3     | România                    | 3   | 1      | 3     | 7     |
| 4     | Belarus                    | 2   | 1      | 1     | 4     |
| 4     | Rusia                      | 2   | 1      | 1     | 4     |
| 6     | Germania                   | 1   | 0      | 0     | 1     |
| 6     | Italia                     | 1   | 0      | 0     | 1     |
| 6     | Elveția                    | 1   | 0      | 0     | 1     |
| 89    | Japonia                    | 0   | 3      | 1     | 4     |
| 10    | Statele Unite ale Americii | 0   | 1      | 1     | 2     |
| 11    | Bulgaria                   | 0   | 0      | 2     | 2     |
| 12    | Franța                     | 0   | 0      | 1     | 1     |
| Total | Total                      | 16  | 13     | 14    | 45    |

## Legături externe
- en  Rezultate detaliate pe Federația Internațională de Gimnastică